# Klebang
Klebang (en malayo: Klebang) es una localidad y playa de Malasia, en el estado de Malaca.
Se encuentra a 3 m sobre el nivel del mar. 

## Demografía
Según estimación 2010 contaba con 41.569 habitantes.

## Museo SubmarinoMuzium Kapal Selam

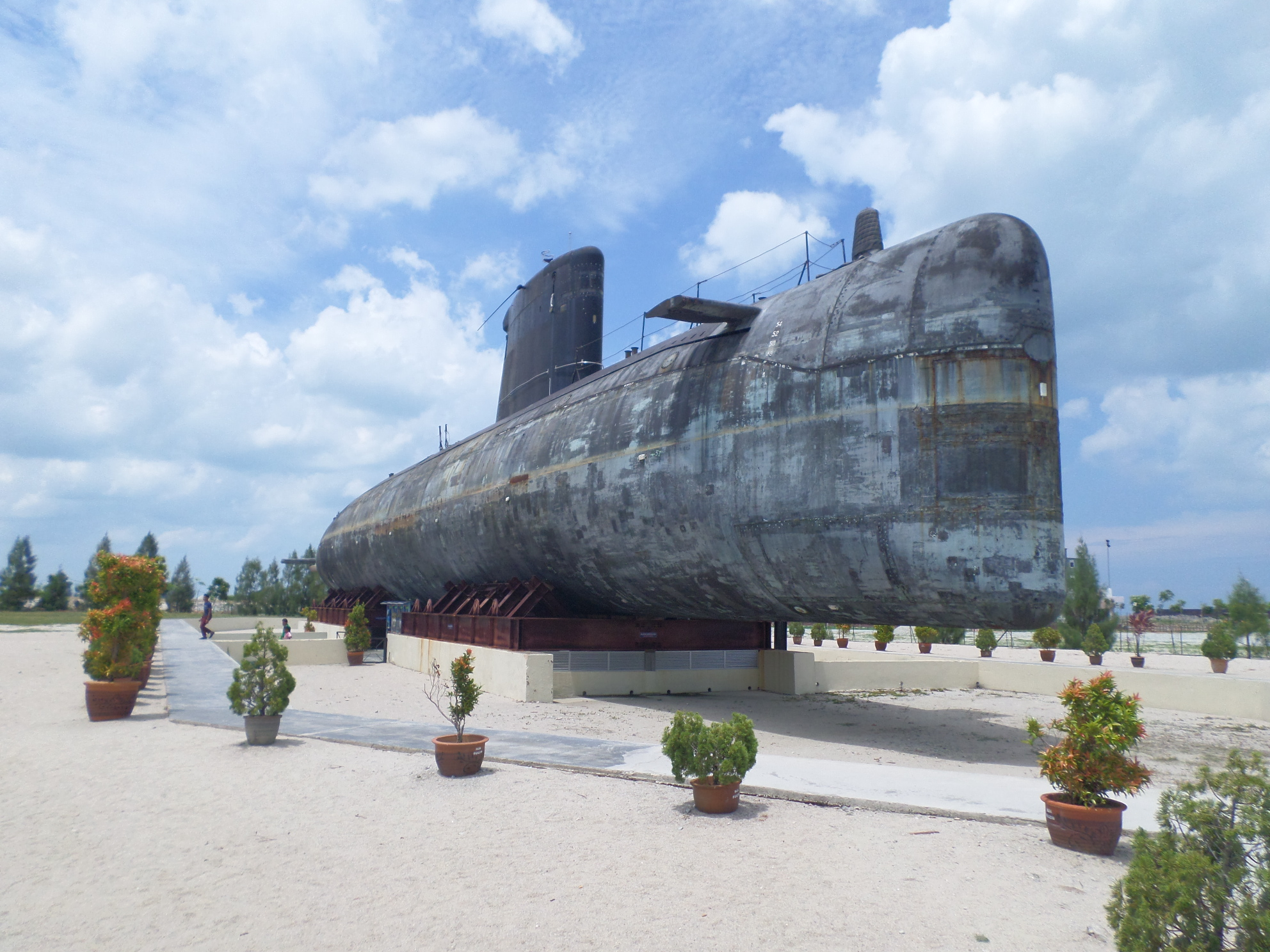
Submarino ex Ouessant (S623) de la clase Agosta. Año 2015.
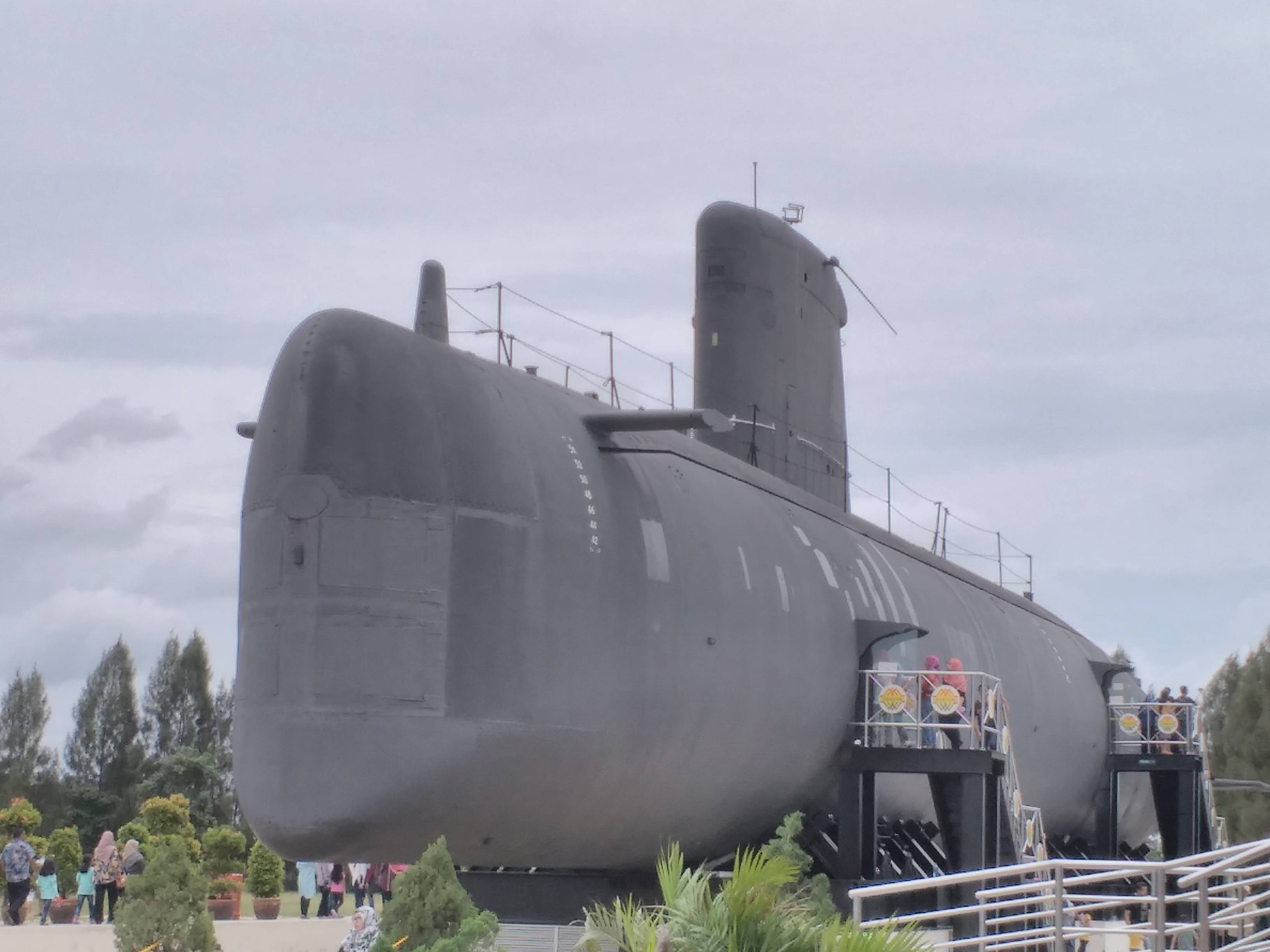
Personas accediendo al museo submarino, año 2017.
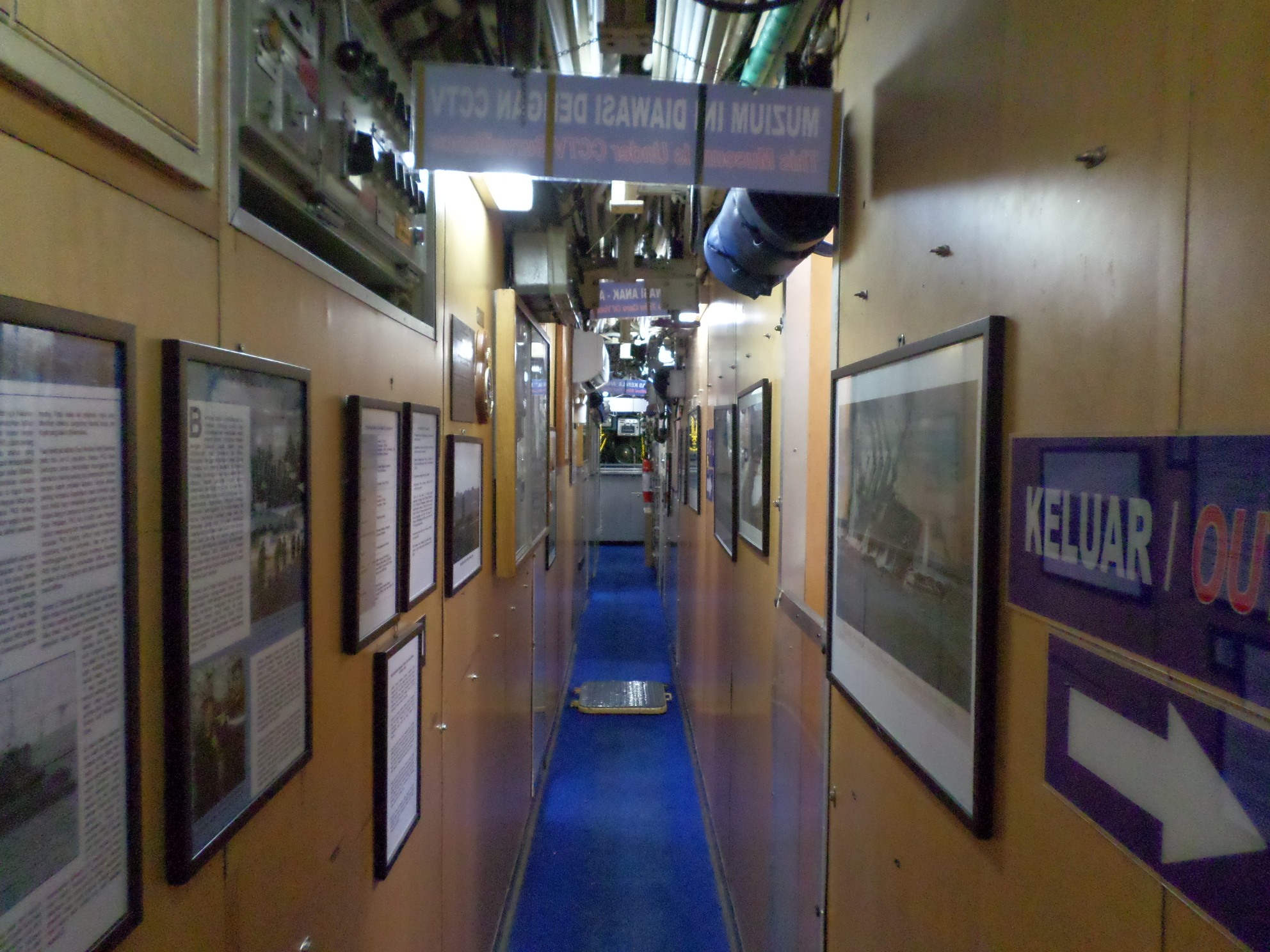
Interior del museo submarino